# COLORFUL (漫画)
『COLORFUL』（カラフル）は、岸虎次郎の日本の漫画。集英社「週刊ヤングジャンプ」で連載された。

## 内容
パンチラなどの女性のエロスをなんとかして見たり体験したりしようと男が苦心惨憺する様子を描いた内容で、オールカラー・オールCGで描かれた連作である。

## 単行本
レーベルはヤングジャンプ・コミックス。
1. 1998年2月、ISBN 4-08-782556-6
2. 1998年7月、ISBN 4-08-782561-2
3. 1998年11月、ISBN 4-08-782562-0
4. 1999年5月、ISBN 4-08-782563-9
5. 1999年11月、ISBN 4-08-782564-7
6. 2000年6月、ISBN 4-08-782565-5
7. 2000年12月、ISBN 4-08-782566-3

## テレビアニメ
本作品を原作としてテレビアニメが製作され、TBS系列で1999年9月6日から9月30日までワンダフル枠で放送された。

### キャスト
- 猪谷 - 川津泰彦
- 広川 - 林延年
- 刈谷 - 中村大樹

### スタッフ
- 原作 - 岸虎次郎
- 監督 - 中村隆太郎
- シリーズ構成・脚本 - 佐藤和治
- キャラクターデザイン - 岸田隆宏
- 美術 - 阿部行夫
- デジタルオペレーション - 大庭直之
- CGワークス - 中原順志
- 編集 - 今井剛
- 音楽 - MOKA
- 音響監督 - 鶴岡陽太
- プロデューサー - 落合芳行、源生哲雄
- アニメーション制作 - トライアングルスタッフ
- 製作 - TBS

### 主題歌
「僕の体温は37.5℃」
作詞 - みやむらゆうこ / 作曲 - みやむらゆうこ、破矢ジンタ / 編曲 - 破矢ジンタ / 歌 - 宮村優子

### 各話リスト
| 話数 | サブタイトル |    | 話数     | サブタイトル |
| ---- | ------------ | -- | -------- | ------------ |
| 1    | Color:01     | 9  | Color:09 |              |
| 2    | Color:02     | 10 | Color:10 |              |
| 3    | Color:03     | 11 | Color:11 |              |
| 4    | Color:04     | 12 | Color:12 |              |
| 5    | Color:05     | 13 | Color:13 |              |
| 6    | Color:06     | 14 | Color:14 |              |
| 7    | Color:07     | 15 | Color:15 |              |
| 8    | Color:08     | 16 | Color:16 |              |